# Abergement-le-Grand
Abergement-le-Grand är en kommun i departementet Jura i regionen Bourgogne-Franche-Comté i östra Frankrike. Kommunen ligger i kantonen Arbois som tillhör arrondissementet Lons-le-Saunier. År 2022 hade Abergement-le-Grand 61 invånare.

## Befolkningsutveckling
Antalet invånare i kommunen Abergement-le-Grand
Referens:INSEE